# Bettina Schausten

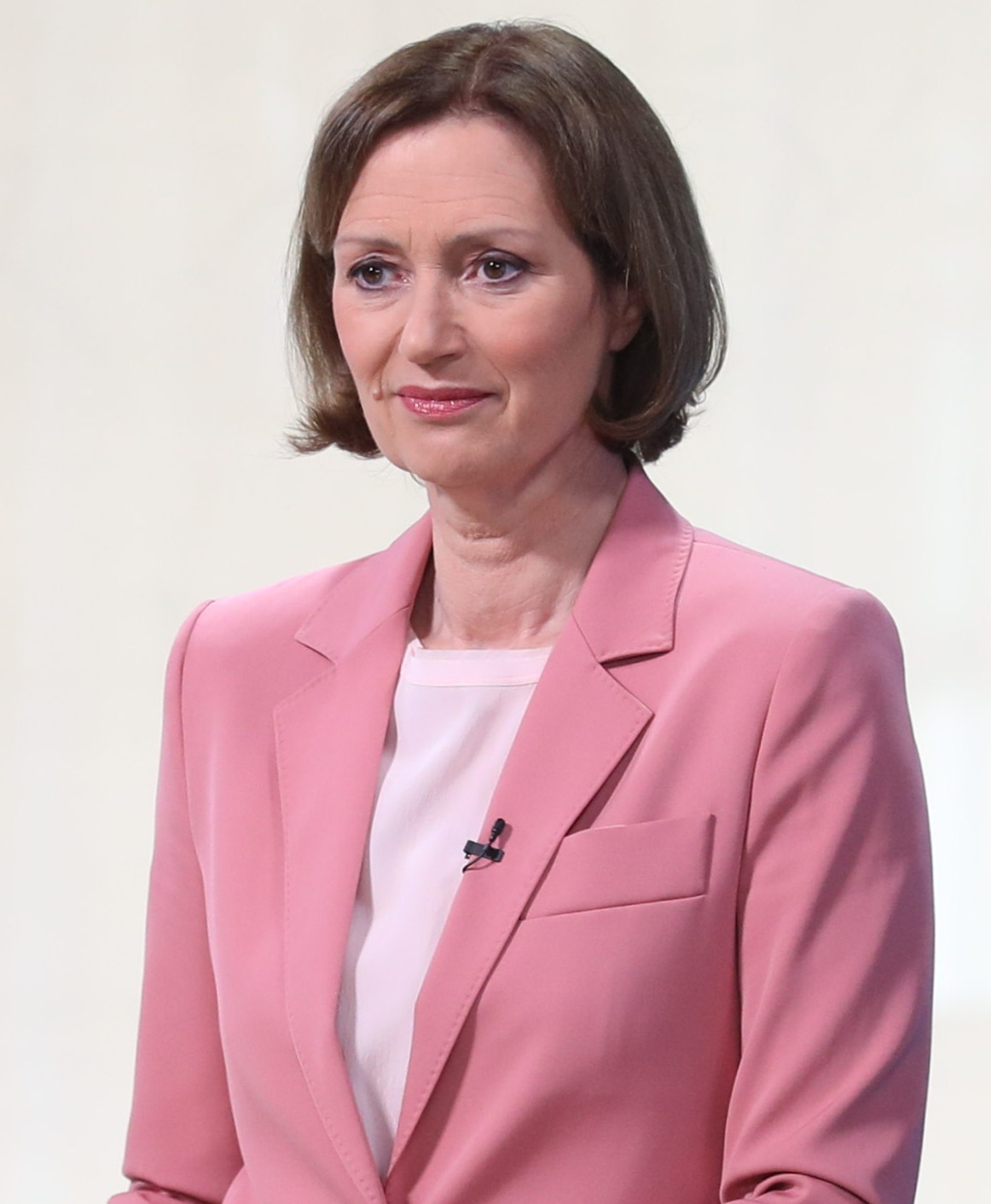
Bettina Schausten, 2022

Bettina Schausten (* 18. Februar 1965 in Lüdinghausen) ist eine deutsche Journalistin und Fernsehmoderatorin. Sie ist seit dem 1. Oktober 2022 Chefredakteurin des ZDF.

## Leben
Bettina Schausten wurde als Tochter des Lehrers Christian Schausten (1922–2016) und dessen Frau Elisabeth-Charlotte, geb. Votsmeier (1927–2025), in Lüdinghausen geboren. Nach dem Abitur am Gymnasium Canisianum in Lüdinghausen absolvierte Schausten von 1984 bis 1986 beim katholischen Institut zur Förderung publizistischen Nachwuchses in München ein Volontariat bei der Zeitschrift Leben und Erziehen in Aachen. Von 1986 bis 1992 studierte sie an den Universitäten in Köln und München Literatur, Geschichte und katholische Theologie mit dem Abschluss Magister Artium.
Als freie Mitarbeiterin beim Bayerischen Rundfunk begann ihre Karriere in München. Von 1992 bis 1996 war sie beim Südwestfunk tätig und wurde dort Reporterin und Redakteurin der Fernsehnachrichten im Landesfunkhaus Mainz.
Von 1996 bis 1997 war Schausten verantwortliche Redakteurin und Autorin für das abendmagazin und die Sendung hallo deutschland beim ZDF. Von Oktober 1997 bis Juli 1999 war sie persönliche Referentin des Chefredakteurs Klaus Bresser und Redaktionsleiterin der ZDF-Sendereihe Was nun, …? Daran schloss sich ab August 1999 bis Dezember 2002 die Leitung und Moderation des ZDF-Morgenmagazins an.
Von Januar 2003 bis März 2010 war Bettina Schausten Leiterin der Hauptredaktion Innenpolitik. Ab 2005 moderierte sie die ZDF-Sendung Politbarometer. Sie war unter anderem für die Sendungen blickpunkt, Länderspiegel und ML Mona Lisa sowie für die Talkshow Maybrit Illner zuständig. Das von Schausten moderierte Wahlforum 2009 wurde im selben Jahr mit dem Deutschen Fernsehpreis für die „Beste Informationssendung/Moderation“ ausgezeichnet.

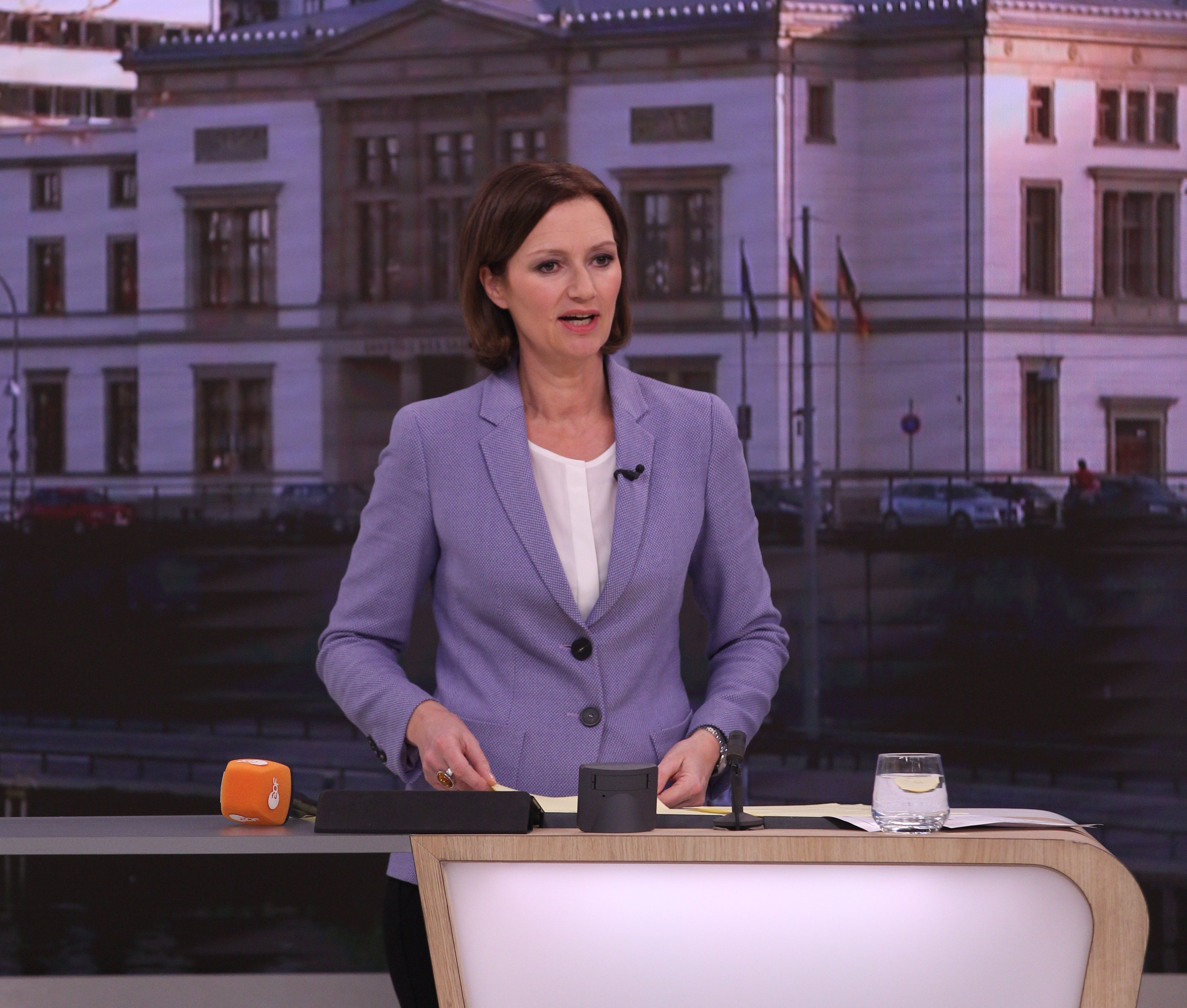
Bettina Schausten beim Wahlabend zur Landtagswahl im Saarland 2017

Von April 2010 bis Februar 2019 war sie als Nachfolgerin von Peter Frey Leiterin des ZDF-Hauptstadtstudios in Berlin. In dieser Funktion moderierte sie regelmäßig die ZDF-Wahlsendungen, die sie auch weiterhin, damals noch zusammen mit Matthias Fornoff, moderiert, und die Politsendung Berlin direkt. Außerdem führte sie die Sommerinterviews.
Von März 2019 bis September 2022 war Schausten stellvertretende Chefredakteurin des ZDF. Zeitgleich übernahm sie die Leitung der Hauptredaktion Aktuelles von Elmar Theveßen, der Leiter des ZDF-Studios in Washington wurde.
Zwischen dem 13. Juli 2020 und dem 17. August 2022 moderierte Schausten neben Marietta Slomka, Christian Sievers und anfangs Claus Kleber vertretungsweise das ZDF-heute-journal.
Am 8. April 2022 wurde Schausten vom ZDF-Verwaltungsrat als Nachfolgerin von Peter Frey zur neuen ZDF-Chefredakteurin ab 1. Oktober 2022 gewählt. Anders als ihr Vorgänger gilt sie als konservativ und CDU-nah.
Bettina Schausten ist römisch-katholisch und seit 2008 mit dem Fernsehredakteur Thomas Fuhrmann verheiratet, der seit 2017 die ZDF-Hauptredaktion Sport leitet.

## Rezeption
In der ZDF-Satiresendung heute-show wird Schausten seit 2009 von Martina Hill parodiert. Verschiedene Figuren sind Verballhornungen ihres Namens, die jeweils verschiedene Milieus persiflieren: die Nachrichten-Expertin Tina Hausten, die sächsische Linke Mandy Hausten, die Berliner Grün-Alternative Dörte Hausten, die AfD-Wahlkampfmanagerin Kriemhild Hausten und die bayerische Agrarfunktionärin Antonia von Hausten.
Aufsehen erregte Schausten 2012 mit einem Interview mit dem damaligen Bundespräsidenten Christian Wulff während der Wulff-Affäre. In einem Doppelinterview von ARD und ZDF mit Ulrich Deppendorf fragte sie ihn zu kostenlosen Übernachtungen, die er angeblich in Anspruch genommen hatte: „Aber da hätten Sie natürlich auch sagen können: Ich gebe euch mal pro Nacht 150 Euro. So was. Was spricht dagegen eigentlich?“ Wulff antwortete: „Machen Sie das bei Ihren Freunden so?“ Schausten: „Ja.“ Ihre Aussage wurde häufig zitiert und kritisiert.